# Effet Droste

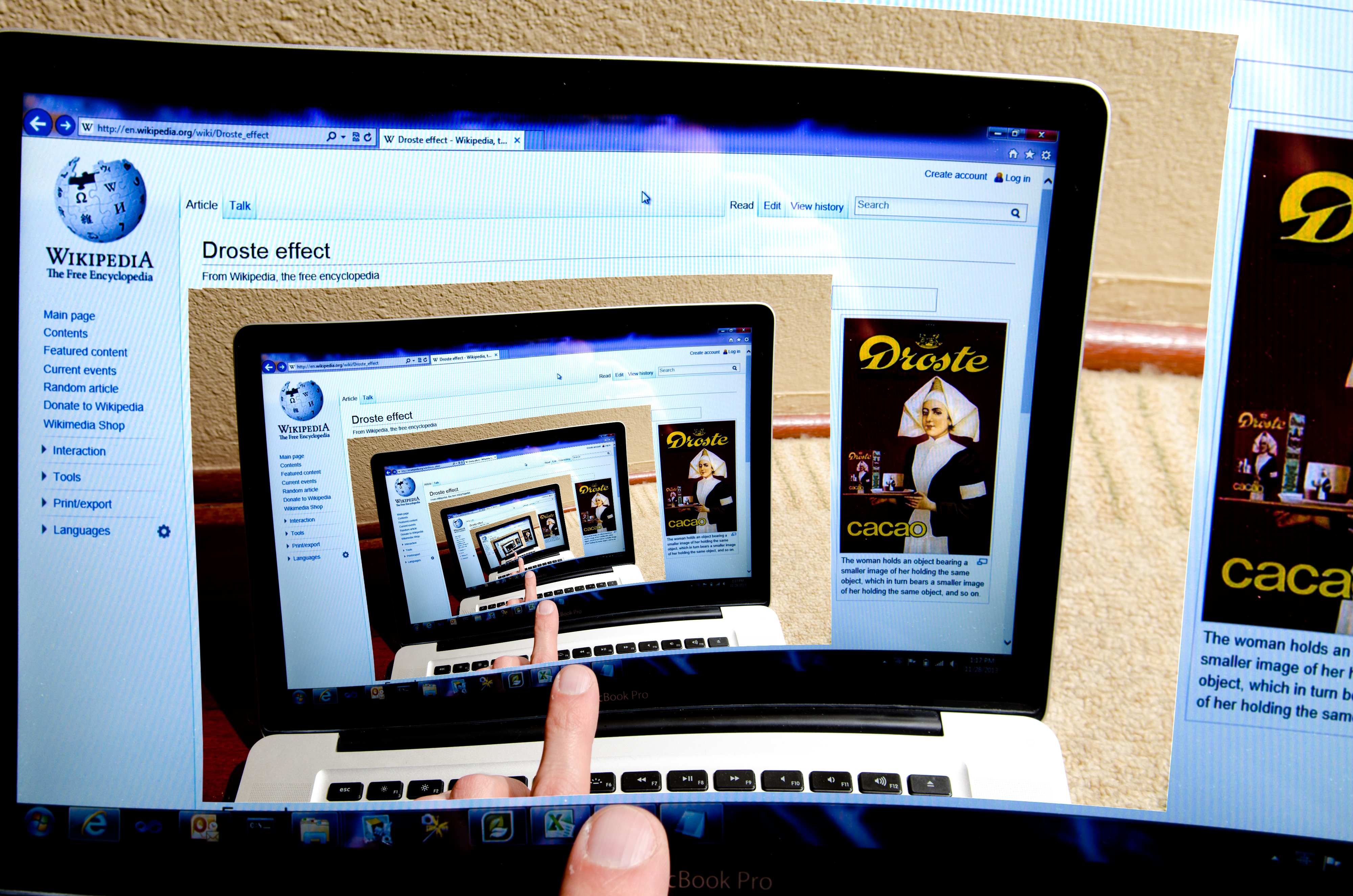
L'effet Droste sur une page de Wikipédia.

L’effet Droste est une visualisation graphique de la mise en abyme. En effet, il montre une image à l'intérieur de laquelle apparaît l'image entière, l'image réduite contenant à son tour une plus petite image, et ainsi de suite. Cette succession d'images est corécursive (en).

## Étymologie

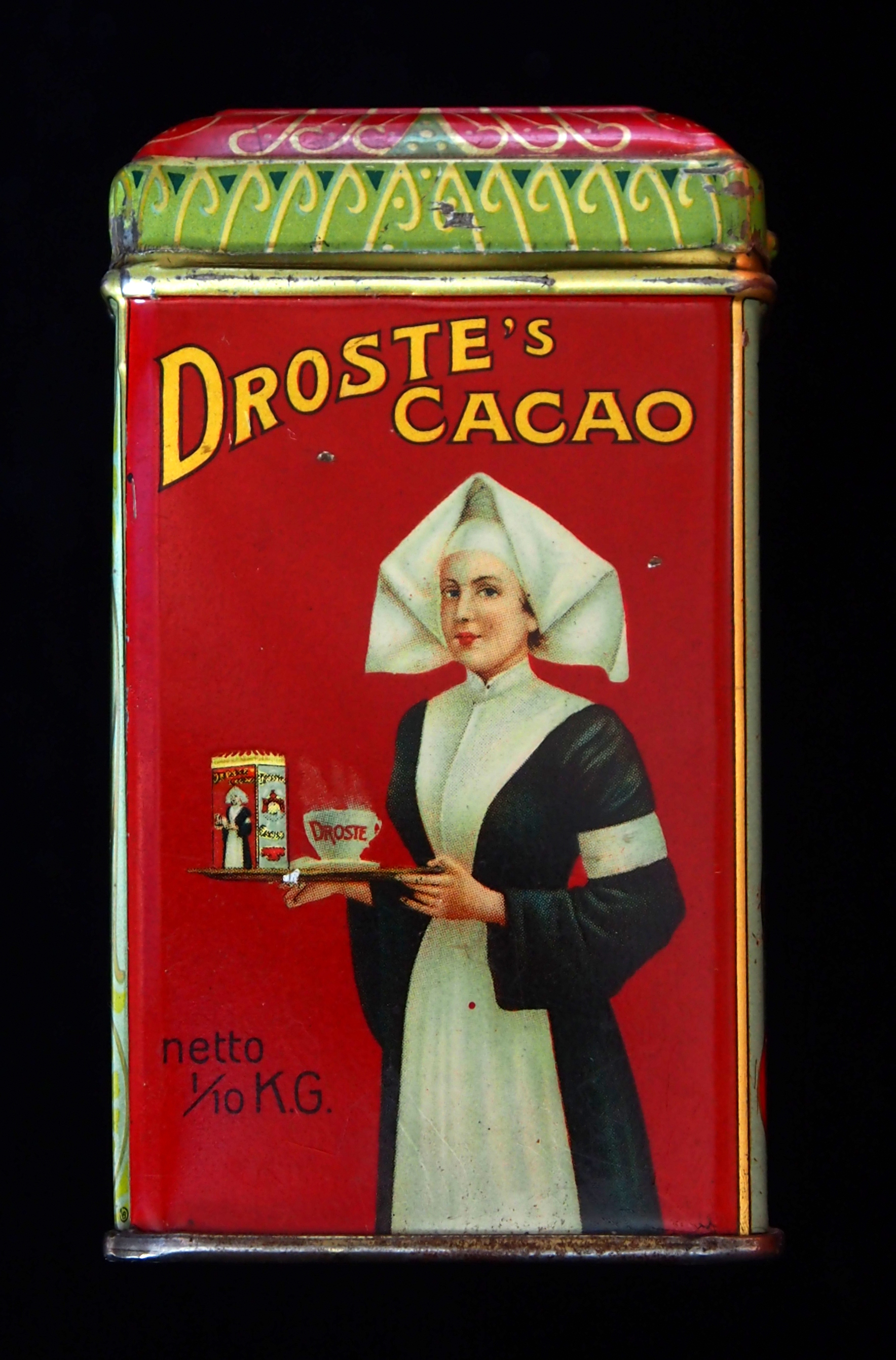
Une boîte de chocolat Droste.

« Droste » vient du nom de l'entreprise éponyme néerlandaise, dont le logotype, conçu en 1904, a longtemps été une religieuse à cornette portant un plateau sur lequel était posée une boîte de chocolat Droste, figurant lui-même une religieuse à cornette,.
Le même phénomène est observable sur les publicités de La vache qui rit, entre autres.

## Mathématiques

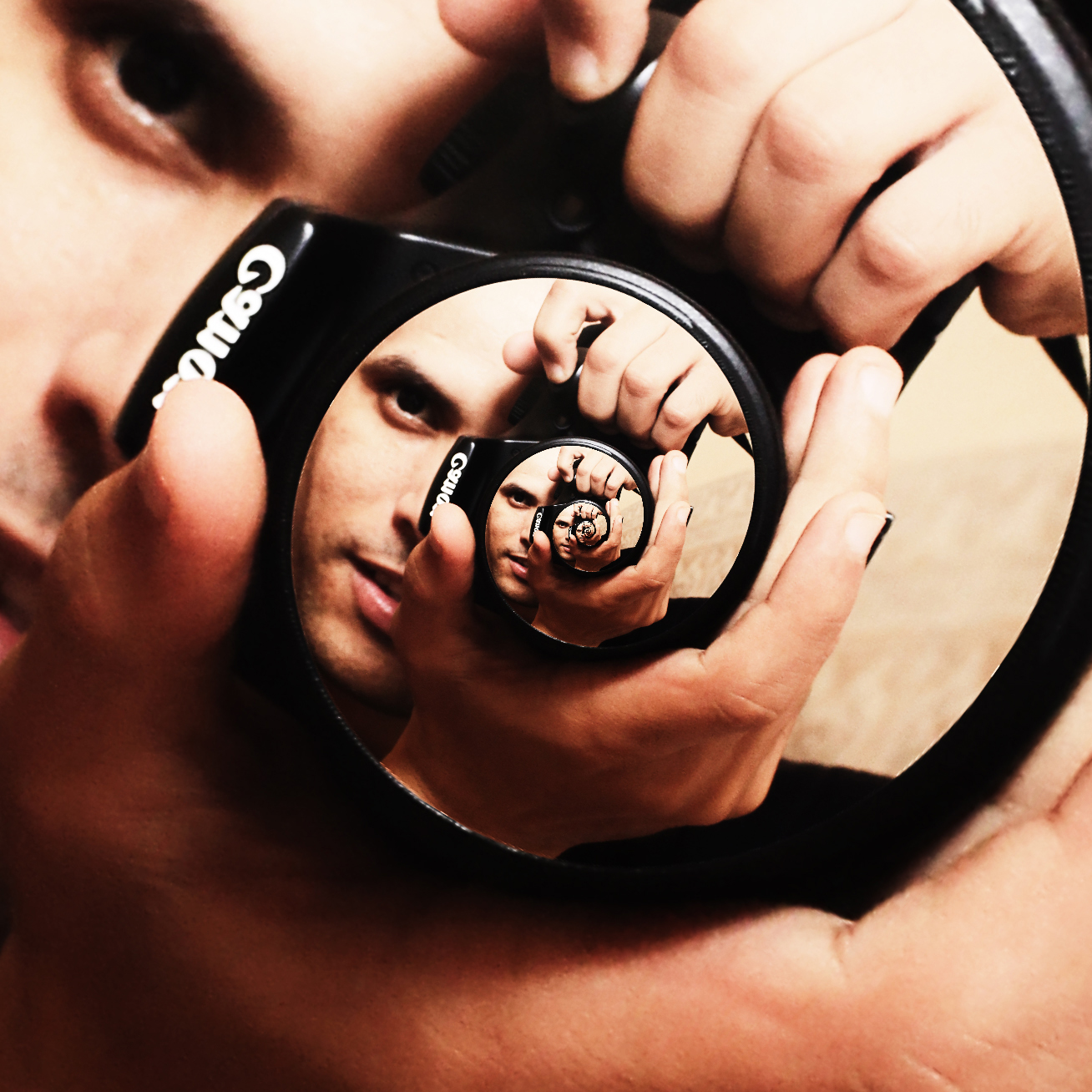
Effet Droste.

Les structures fractales sont un cas particulier d'effet Droste, dans lequel la totalité de la structure est invariante quelle que soit l'échelle choisie.

## L'effet Droste dans la nature

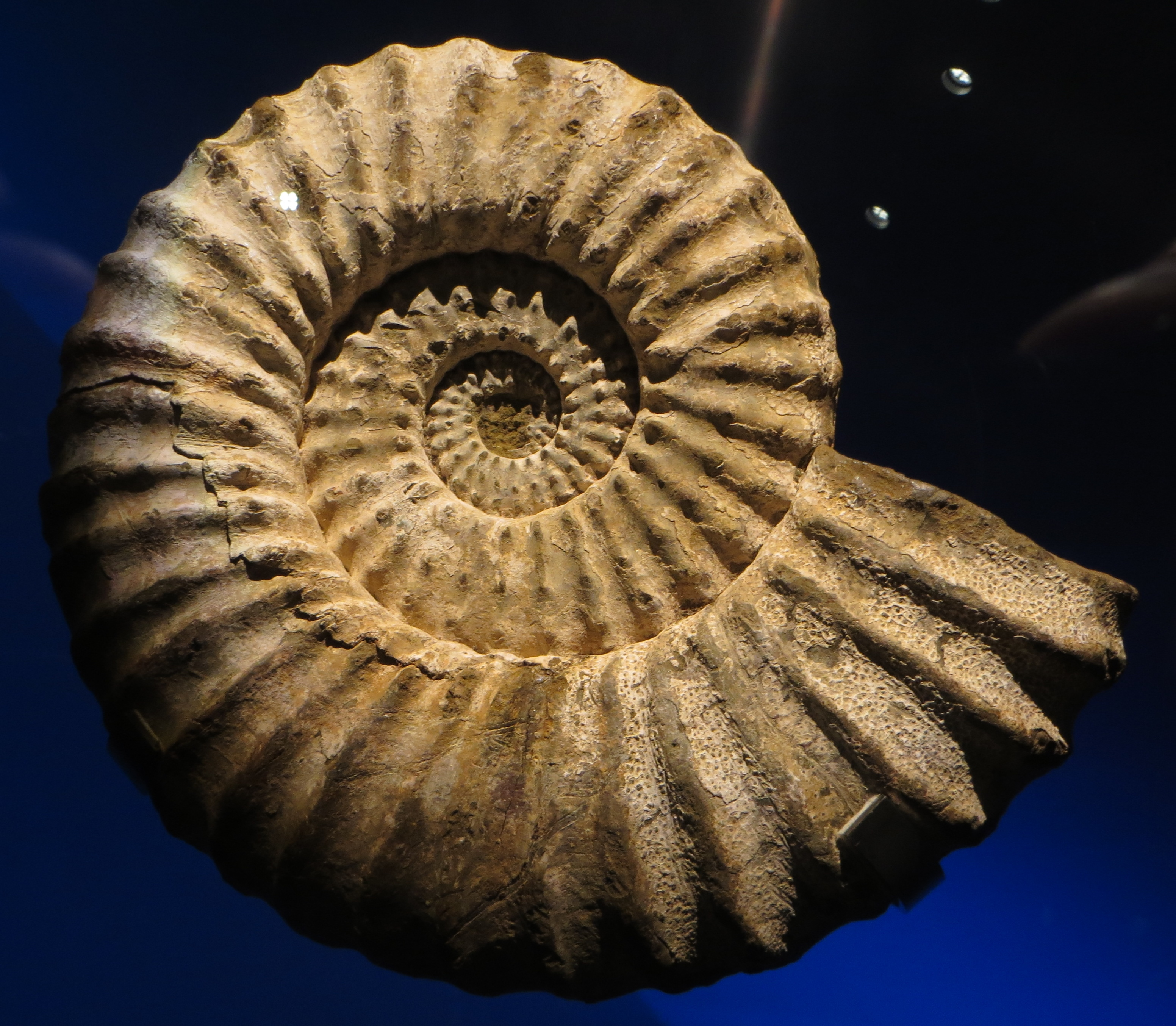
Une ammonite.

De nombreuses structures animales et végétales reproduisent, au moins dans une certaine mesure, la corécursivité (en) de l'effet Droste. C'est par exemple le cas de certains animaux à coquilles, comme les ammonites ou les escargots.

## L'effet Droste dans l'architecture

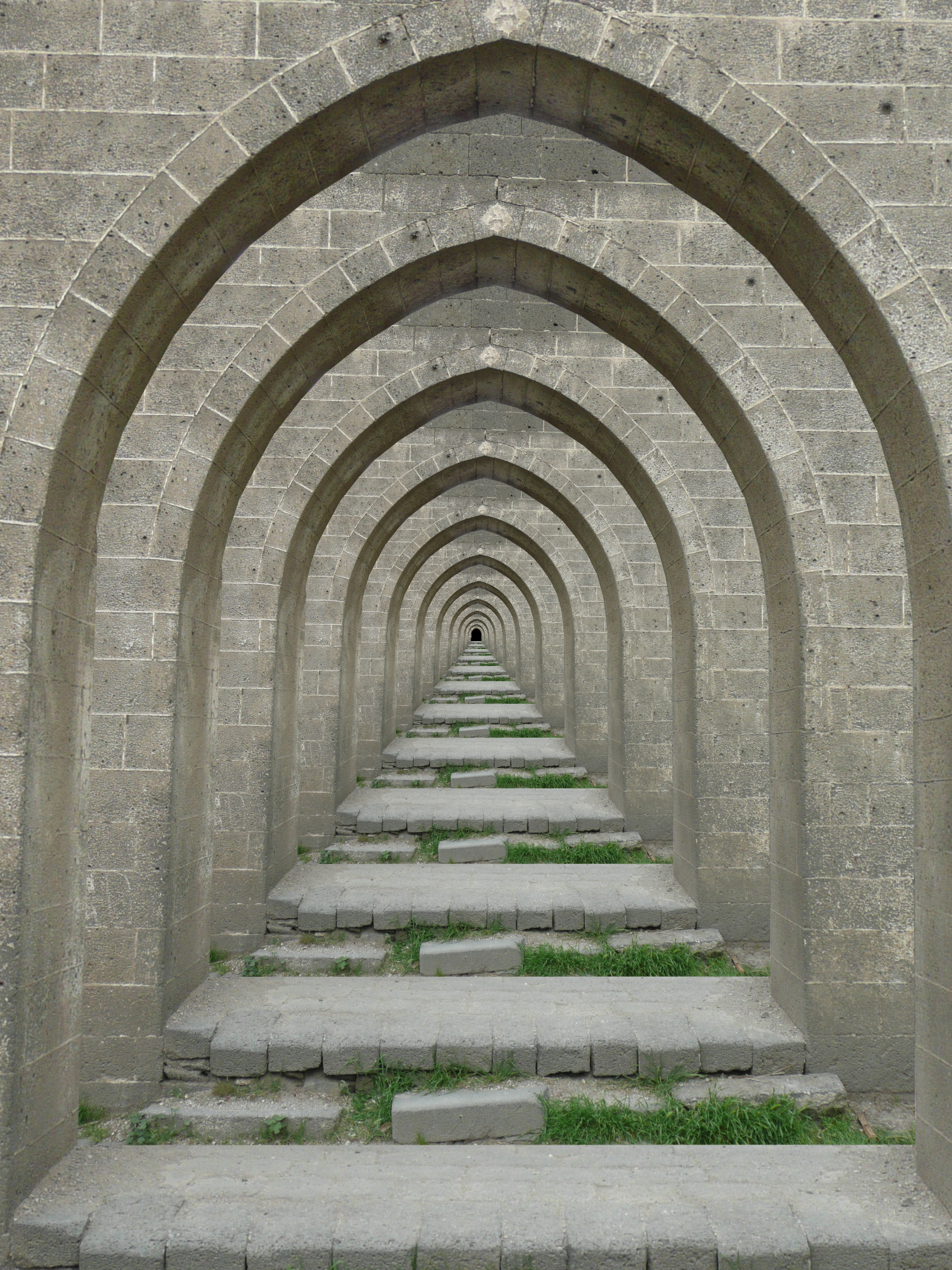
Photo-montage d'une arcade de la reproduisant l'effet Droste.

En tant que tel, l'effet Droste ne peut pas être reproduit à l'infini en architecture. Néanmoins, des structures présentent une apparence de reproduction récursive, si un élément se reproduit à intervalles réguliers. C’est le cas notamment des arches successives d'un passage voûté, ou des spires d'un escalier en colimaçon.

## L'effet Droste dans les arts graphiques

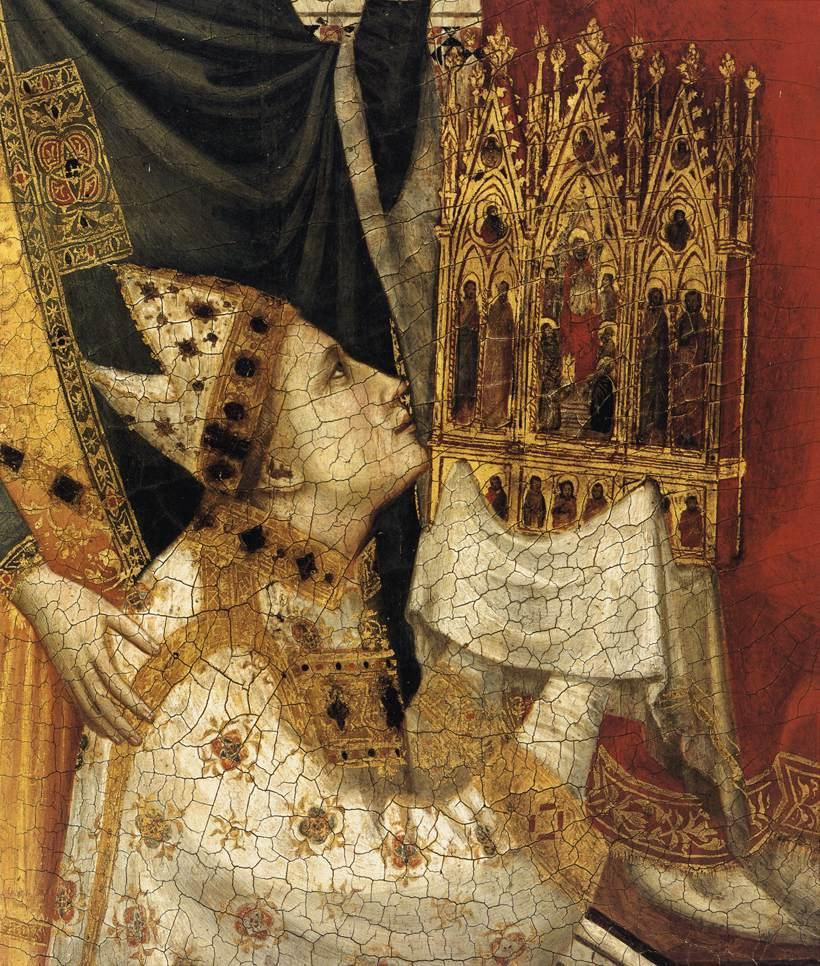
Détail du triptyque Stefaneschi : le cardinal Giacomo Stefaneschi offre le retable à la basilique Saint-Pierre.

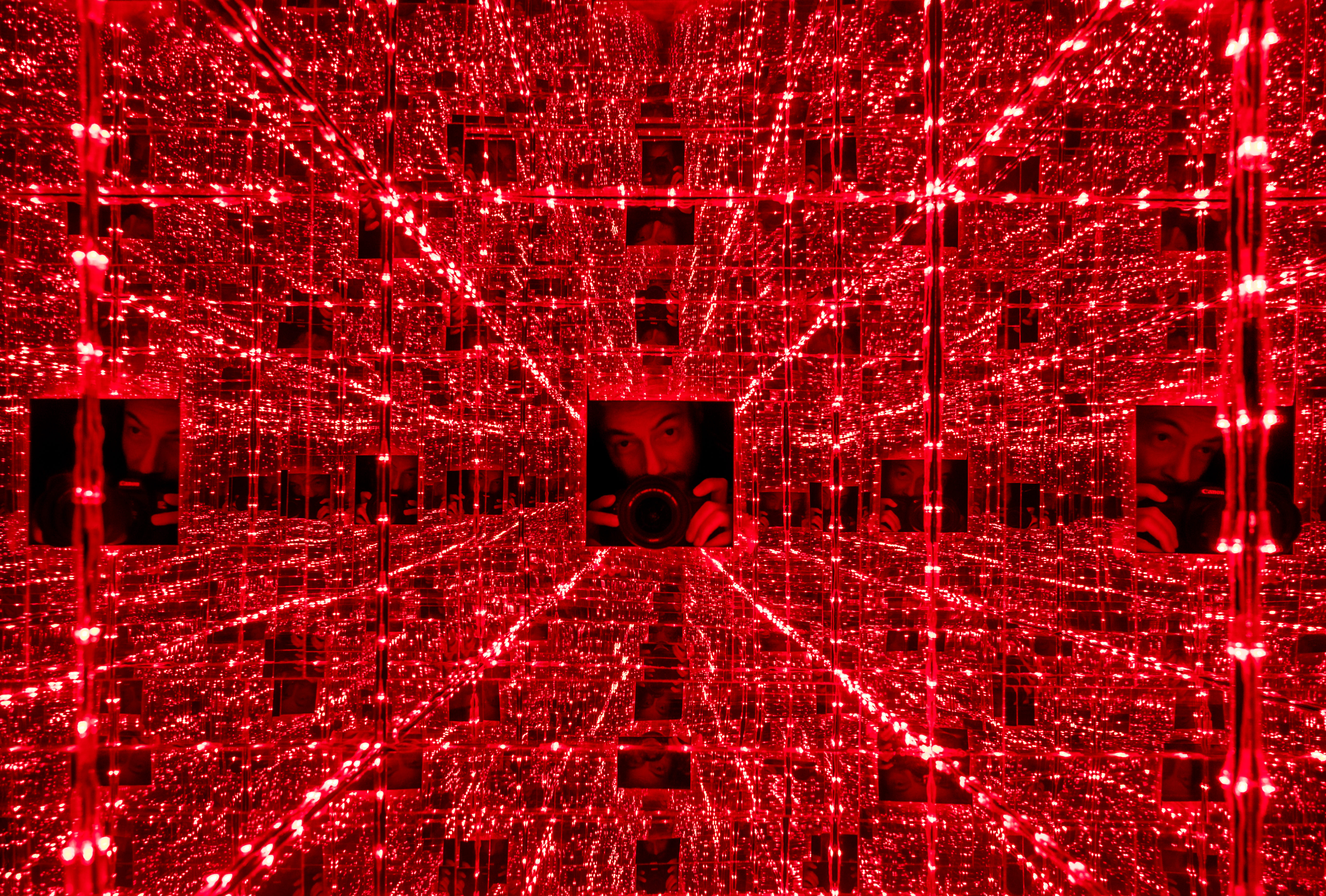
Effet droste avec la médina de Tunis.

L'effet Droste est de longue date utilisé en peinture. Au Moyen Âge, les vitraux, reliquaires et retables sont parfois ornés d'images représentant le principal donateur ou le commanditaire offrant l'œuvre elle-même à l'édifice religieux qui l'accueille.
Mais c'est surtout au XXe siècle que l'effet Droste est massivement utilisé, aussi bien en peinture qu'en photographie ou même en littérature, notamment en lien avec la notion d'infini. Ainsi, Michel Leiris ou Maurits Cornelis Escher sont les utilisateurs les plus connus d'effets Droste dans leurs œuvres.
Salvador Dalí est également un utilisateur de l'effet Droste dans ses toiles. On trouve par exemple cet effet dans son tableau Le Visage de la guerre.
Le même processus itératif est utilisé avec les boucles d'oreille de La vache qui rit.

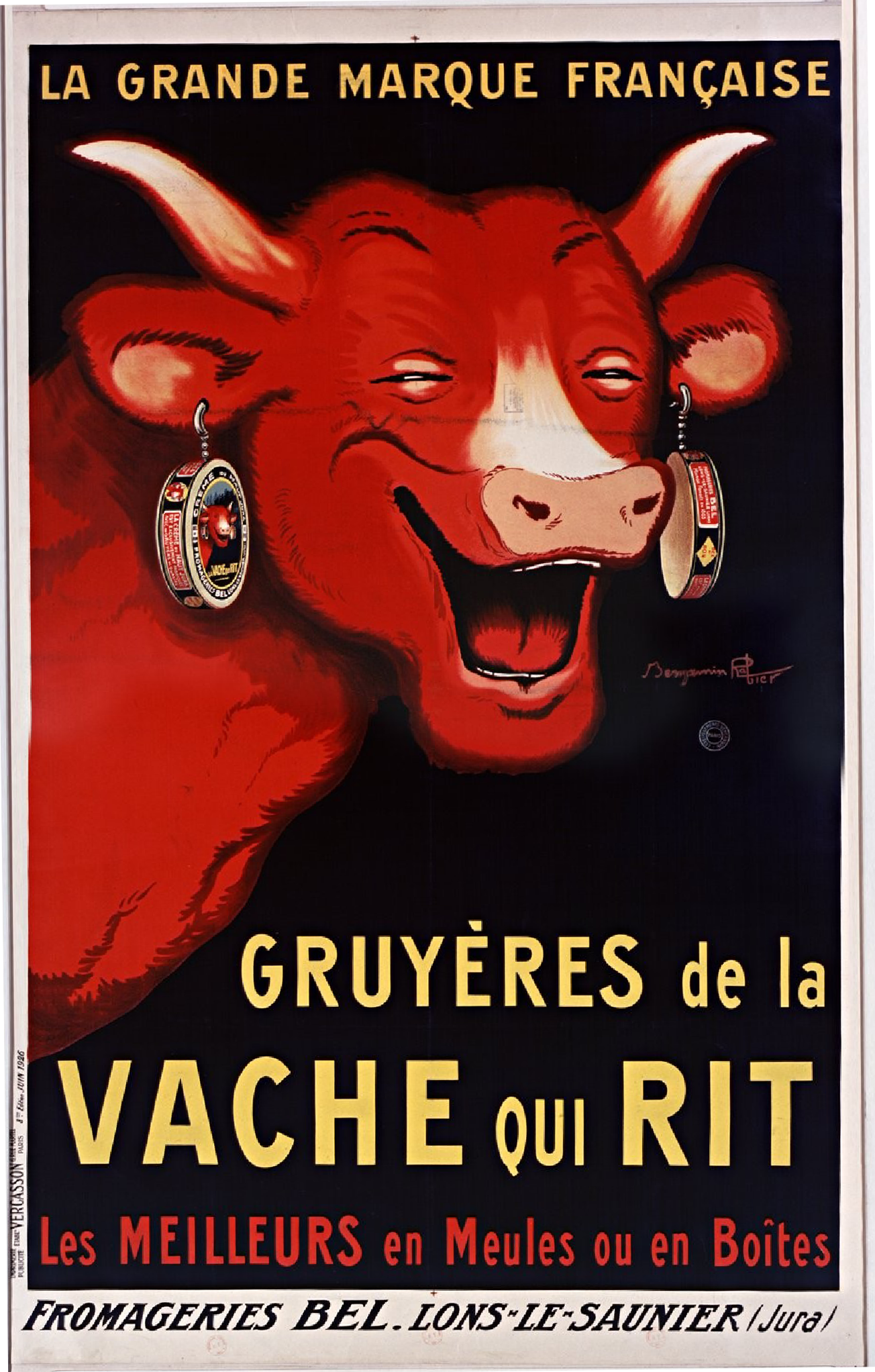
L'effet Droste sur une publicité.